# Вехти Пазар
Вехти (Ветки, Вети) Пазар (на гръцки: Ποντοχώρι, катаревуса Ποντοχώριον, Пондохорион, до 1956 година Παλαιό, Палео или катаревуса Παλαιόν, Палеон), на турски Ескидже, е село в Егейска Македония, дем Пела на област Централна Македония.

## География
Селото е разположено на 35 m надморска височина в Солунското поле на 5 km западно от град Енидже Вардар (Яница).

## История

### В Османската империя
В началото на XX век Вехти Пазар е село в Ениджевардарска каза на Османската империя. От турците е наричано Ескидже, а от гърците Палео, като и трите имена означават Стар, тоест стария Енидже Вардар (Пазар). Към 1900 година според статистиката на Васил Кънчов („Македония. Етнография и статистика“) Вехти Пазар брои 240 жители българи.
Цялото население на селото е под върховенството на Българската екзархия. По данни на секретаря на Екзархията Димитър Мишев („La Macédoine et sa Population Chrétienne“) в 1905 година във Вехти Пазар (Vehti-Pazar) има 280 българи екзархисти.
Кукушкият околийски училищен инспектор Никола Хърлев пише през 1909 година:
| „ | Вехти пазар (Ескидже), 10/III, 1/2 ч. от Въдрища. 30 български екзархийски къщи, чифлик. Поминават само със земеделие. Черквата затворена, няма никакви имоти. Училище сега за пръв път се отваря. Училището е двуетажно, с две стаи: класна и квартира. Класната стая, големина 4Х6Х2 1/2 m, има дюшеме, таван и 5 прозореца. | “ |

### В Гърция
През Балканската война в 1912 година селото е окупирано от гръцки части и остава в Гърция след Междусъюзническата война в 1913 година. 89 души се изселват по официаленпът в България.
Боривое Милоевич пише в 1921 година („Южна Македония“), че Ветки Пазар има 10 къщи славяни християни и 15 къщи цигани християни.
В селото са настанени гърци бежанци от кападокийските села Аксос и Трохос. В 1928 година Палеон е представено като чисто бежанско с 267 бежански семейства и 904 жители общо. Според Тодор Симовски в селото остават десетина семейства с местен произход.
В 1928 година селото заедно с новото селище Нео Палео има 894 жители, но в 1940 година Нео Палео вече е броено отделно и Вехти Пазар има 252 жители. Според статистиката на Народоосвободителния фронт в 1947 година в селото има 40 жители с местен произход и 250 бежанци.
В 1953 година е прекръстено на Пондохори, в превод Понтийско село. Бежанците постепенно се изселват в Енидже Вардар.
Тъй като селото е равнинно и землището му се напоява добре, то е много плодородно. Отглеждат се овошки, памук, жито.
Църквата е посветена на Свети Григорий и Свети Георги, светците покровители на двете кападокийски села.
| Година    | 1913 | 1920 | 1928 | 1940 | 1951 | 1961 | 1971 | 1981 | 1991 | 2001 | 2011 | 2021 |
| --------- | ---- | ---- | ---- | ---- | ---- | ---- | ---- | ---- | ---- | ---- | ---- | ---- |
| Население | 212  | 155  | 894  | 252  | 114  | 166  | 88   | 45   | 62   | 54   | 48   | 33   |